# Polystichum tortuosum
Polystichum tortuosum är en träjonväxtart som beskrevs av Nakaike. Polystichum tortuosum ingår i släktet Polystichum och familjen Dryopteridaceae. Inga underarter finns listade.